# Смоленская шляхта

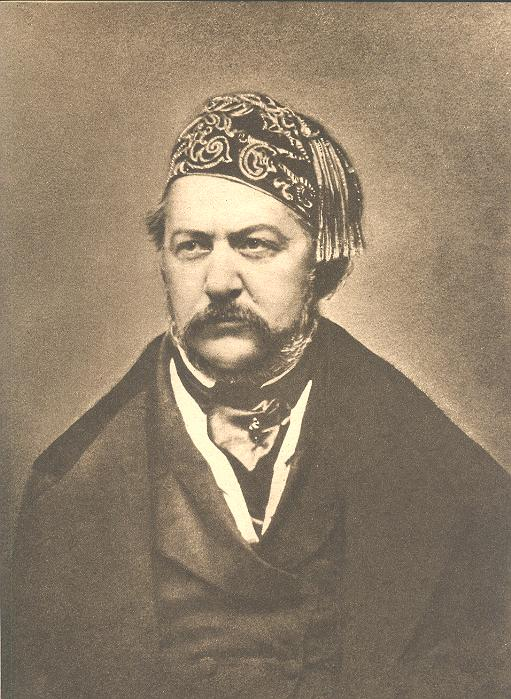
Михаил Иванович Глинка — представитель смоленской шляхты.

Смоле́нская шля́хта — привилегированная категория населения, возникшая в период нахождения Смоленщины в составе Великого княжества Литовского. После Деулинского перемирия в состав смоленской шляхты вошли также польские офицеры, получившие от короля земли на Смоленщине. После взятия Смоленска русскими войсками в 1654 году 600 шляхтичей перешли на службу к царю Алексею Михайловичу. Более 400 шляхтичей были командированы в Башкирию, остальные остались в Смоленске. К концу XVIII века они окончательно обрусели.